# Styela tholiformis
Styela tholiformis är en sjöpungsart som först beskrevs av Sluiter 1912.  Styela tholiformis ingår i släktet Styela och familjen Styelidae.
Artens utbredningsområde är Södra Ishavet. Inga underarter finns listade i Catalogue of Life.